# Hornopirén (Vulkan)
Der Vulkan Hornopirén befindet sich in den chilenischen Anden in der Región de los Lagos. Er gehört zum Liquiñe-Ofqui-Graben, der auf der westlichen Seite der Anden entlangführt. Der letzte Ausbruch soll 1835 gewesen sein, was aber unbestätigt ist. Der Vulkan ist morphologisch ein relativ junger, vorwiegend aus Basalt und Andesit bestehender Schichtvulkan. Seine Flanken sind größtenteils bewaldet.
Der Name des Vulkans kommt vom spanischen Wort horno für Ofen, und vom Mapudungun-Wort für Schnee pirén. Der Name Hornopirén bedeutet somit zusammengesetzt Schneeofen.
Der Vulkan befindet sich zusammen mit den in der Nähe liegenden Vulkanen Apagado (1210 m) und Yate (Vulkan) (2187 m) im 48.232 Hektar großen Nationalpark Hornopirén.